# Adolf Barthelmäs
Adolf Johann Barthelmäs (* 21. Mai 1900 in Schrozberg; † 12. Februar 1976 in Stuttgart-Birkach) war ein deutscher Beamter und Oberinspektor der Reichsbahn.

## Leben
Adolf Barthelmäs trat zum 1. Mai 1937 in die NSDAP ein (Mitgliedsnummer 5.766.518). Von Oktober 1939, direkt nach dem Überfall auf Polen, bis Kriegsende war er Vorsteher der Güterabfertigung des Bahnhofes Auschwitz. Hier war er mit seinen Untergebenen für die ordnungsgemäße Zuführung der Güterwagen zum KZ Auschwitz und für die Entgegennahme der leeren Wagons verantwortlich.

Nach dem Krieg war er bei der Güterabfertigung des Bahnhofes Nürnberg tätig und machte in den Auschwitzprozessen eine Aussage:
„Ich schätze, daß etwa 3000 bis 3500 Personen mit einem Transportzug ankamen. Die Entladung der Züge fand etwa 4 km weiter im Judenlager auf einem Anschlußgleis statt. Als das Anschlußgleis noch nicht fertig war, wurden auch an der äußersten Westseite des Bahnhofes, an einer provisorischen Rampe, die Juden ausgeladen. An einem Tag meldete mir mein Oberlademeister Röhrich, der die Leerwagen im Bestand aufzunehmen hatte, daß in der Nähe meines Bürofensters ein Wagen stehe, den er als leer angesehen hatte, weil er keine Bezettelung trug. Er habe der Wagen geöffnet und es seien ihm Leichen daraus entgegengefallen...

Ich habe einmal einen Leerzug, der aus dem Lager gezogen wurde, angesehen, weil gemeldet wurde, daß das polnische Rangierpersonal die Leerwagen nach Geld und ähnlichen Sachen durchsuchte. Dabei mußte ich feststellen, daß der Wagenboden etwa 10 cm hoch mit Menschenkot und Unrat bedeckt war.“
Beim Auschwitzprozess sagte auch der damalige erste Vertreter Barthelmäs, Willi Hilse, als Zeuge im Prozess gegen den Adjutanten des Lagerkommandanten Rudolf Höß Robert Mulka aus. Dabei wird Barthelmäs als Bundesbahnoberinspektor angegeben.